# Lyctus asiaticus
Lyctus asiaticus är en skalbaggsart som beskrevs av Iablokoff-khnzorian 1976. Lyctus asiaticus ingår i släktet Lyctus och familjen kapuschongbaggar. Inga underarter finns listade i Catalogue of Life.